# Château de Ressouches
Le château de Ressouches est un château situé sur la commune française de Chanac en Lozère. Le château a été inscrit sur l'inventaire supplémentaire des Monuments historiques en 1971, protection qui s'est étendue à l'ensemble des bâtiments et jardin en 1992.

## Situation
Le château est situé sur le territoire de la commune de Chanac, en Lozère, l'ancienne province du Gévaudan. Il est situé en contrebas, à l'ouest, du village de Chanac, sur la rive droite du Lot, au bord de l'eau.

## Histoire
Le village de Chanac possédait un ou deux châteaux construits par et pour les rois d'Aragon. Ce domaine était cependant sous la domination des évêques de Mende. C'est ainsi que l'on apprend qu'une manse (petit domaine féodal constituant une unité d'exploitation agricole), propriété des évêques, était située à Ressouches au XIIIe siècle. Il est probable que ce soit en consolidation de cette maison forte que le château actuel a été bâti au XVIe siècle.
Au milieu du XVIIe siècle, le château devient la propriété d'Antoine de Buisson, qui fait alors d'importantes réparations, et en profite pour rebâtir la ferme attenante.
La chapelle, elle, date aussi du XVIIe siècle. Y sont représentées les armes des Dupont de Ligonnès, famille illustrée par  Charles de Ligonnès, évêque de Rodez et Vabres, et propriétaires du château à partir de 1908.
Au XIXe siècle la ferme est agrandie, notamment avec l'ajout des écuries qui jouxtent la chapelle.
L'actuelle propriétaire des lieux se nomme Chantal Dupont de Ligonnès, épouse Bazin de Jessey.